# Al-Wakrah Sports Club
L'Al-Wakrah Sports Club, in arabo نادي الوكرة, è una società polisportiva di Al Wakrah, in Qatar, nota soprattutto per la sua sezione calcistica, che milita nella Qatar Stars League, la massima divisione del campionato qatariota.

## Storia
L'Al-Wakrah Sports Club è stato fondato nel 1959 e ha preso parte alla prima edizione della Qatar Stars League nel 1963.
Nel 1989 la squadra vince il suo primo titolo ufficiale con la conquista della Qatar Sheikh Jassem Cup titolo che viene riconfermato nella stagione 1991 e poi in quella 1998.
La stagione 1998-1999 la stagione in cui la squadra arriva alla sua prima e storica vittoria nella Qatar Stars League inoltre la squadra conquista anche la sua unica Qatar Crown Prince Cup.
Nella stagione 2000-2001 il team riesce a bissare la vittoria della Qatar Stars League e quello rimane l'ultima vittoria nella massima divisione qatariota.
Nella stagione 2004-2005 la squadra conquista la vittoria della quarta e finora ultima vittoria nella Qatar Sheikh Jassem Cup, dopo un periodo di digiuno da successi, la squadra nella stagione 2011-2012 riesce ad assicurarsi la vittoria della prima Qatar Stars Cup.

## Palmarès

### Competizioni nazionali
- Qatar Stars League: 2

1998-1999, 2000-2001
- Coppa di Qatar: 1

2023-2024
- Qatar Crown Prince Cup: 1

1999
- Qatar Sheikh Jassem Cup: 4

1989, 1992, 1998, 2004
- Qatar Stars Cup: 1

2011
- Campionato qatariota di seconda divisione: 1

2018-2019

## Performance nella competizioni AFC
- Campionato d'Asia per club: 2 apparizioni

2001: Primo Round
2002: Primo Round

## Record Individuali
FIFA Confederations Cup 2009
I seguenti giocatori hanno giocato nella FIFA Confederations Cup:
-  2009 – Alaa Abdul-Zahra
-  2009 – Nashat Akram
-  2009 – Karrar Jassim
-  2009 – Younis Mahmoud
-  2009 – Ali Rehema

### Record in campionato
Al 23 febbraio 2012.

Presenze e goal nella QSL only
| Al-Wakrah |                  |          |
| Posizione | Giocatore        | Presenze |
| 1         | Turki Aman       | 249      |
| 2         | Mirghani Al Zain | 242      |
| 3         | Nayef Al Khater  | 218      |
| 4         | Ali Qassim       | 183      |
| 5         | Mohammed Enyas   | 169      |

| Al-Wakrah |                    |      |
| Posizione | Giocatore          | Goal |
| 1         | Mirghani Al Zain   | 53   |
| 2         | Adil Ramzi         | 47   |
| 3         | Ali Mejbel Fartoos | 24   |
| 4         | Mansoor Muftah     | 19   |
| 5         | Ali Boussaboun     | 18   |

## Rosa 2025-2026
| N. |                       | Ruolo | Calciatore            |
| -- | --------------------- | ----- | --------------------- |
| 1  | Qatar (bandiera)      | P     | Mohamad Abdulla Enyas |
| 2  | Qatar (bandiera)      | D     | Lucas Mendes          |
| 3  | Qatar (bandiera)      | D     | Abdelkarim Hassan     |
| 5  | Qatar (bandiera)      | C     | Ahmed Fadhel          |
| 6  | Giordania (bandiera)  | C     | Omar Salah            |
| 7  | Marocco (bandiera)    | C     | Ayoub Assal           |
| 8  | Egitto (bandiera)     | C     | Hamdy Fathy           |
| 9  | Algeria (bandiera)    | A     | Mohamed Benyettou     |
| 10 | Angola (bandiera)     | A     | Gelson Dala           |
| 11 | Capo Verde (bandiera) | A     | Ricardo Gomes         |
| 12 | Qatar (bandiera)      | D     | Yousef El-Khatib      |
| 13 | Danimarca (bandiera)  | D     | Alexander Scholz      |
| 14 | Qatar (bandiera)      | D     | Tameem Al-Muhaza      |
| 15 | Qatar (bandiera)      | D     | Almahdi Ali           |
| 16 | Qatar (bandiera)      | C     | Nabil Erfan           |

| N. |                    | Ruolo | Calciatore          |
| -- | ------------------ | ----- | ------------------- |
| 17 | Qatar (bandiera)   | C     | Jassim Al-Zarra     |
| 20 | Qatar (bandiera)   | C     | Nasser Al-Yazidi    |
| 21 | Qatar (bandiera)   | D     | Khalid Muneer       |
| 22 | Qatar (bandiera)   | P     | Saoud Al-Khater     |
| 25 | Qatar (bandiera)   | D     | Abdelaziz Mitwali   |
| 27 | Qatar (bandiera)   | C     | Khaled Mohammed     |
| 31 | Egitto (bandiera)  | P     | Yousef Ramadan      |
| 33 | Qatar (bandiera)   | C     | Muayed Hassan       |
| 45 | Qatar (bandiera)   | C     | Muhammad Taher Khan |
| 70 | Algeria (bandiera) | C     | Farid Boulaya       |
| 93 | Tunisia (bandiera) | D     | Aïssa Laïdouni      |
| 96 | Qatar (bandiera)   | C     | Faiz Al-Farsi       |
| 99 | Qatar (bandiera)   | P     | Omair Abdulla       |
|    | Spagna (bandiera)  | A     | Raúl de Tomás       |

## Allenatori
| Name               | Nationality          | From | To   |
| ------------------ | -------------------- | ---- | ---- |
| Costică Ștefănescu | Romania              | 1991 | 1992 |
| Adnan Dirjal       | Iraq                 | 1994 | 1995 |
| Rabah Madjer       | Algeria              | 1998 | 1999 |
| Ivan Buljan        | Croazia              | 1999 | 1999 |
| Adnan Dirjal       | Iraq                 | 1999 | 2000 |
| Paul Dolezar       | Francia              | 2001 | 2001 |
| Mejbel Fartoos     | Iraq                 | 2001 | 2002 |
| Nebojsa Vučković   | Serbia               | 2002 | 2003 |
| Džemal Hadžiabdić  | Bosnia ed Erzegovina | 2003 | 2004 |
| Adnan Dirjal       | Iraq                 | 2004 | 2005 |
| Reinhard Fabisch   | Germania             | 2005 | 2005 |

| Nome              | Nazionalità          | Da   | Al   |
| ----------------- | -------------------- | ---- | ---- |
| Mehmed Baždarević | Bosnia ed Erzegovina | 2006 | 2007 |
| Adnan Dirjal      | Iraq                 | 2007 | 2007 |
| Mustapha Madih    | Marocco              | 2007 | 2007 |
| Reiner Hollmann   | Germania             | 2007 | 2007 |
| Mejbel Fartoos    | Iraq                 | 2007 | 2007 |
| Goran Miscević    | Serbia               | 2007 | 2008 |
| Richard Tardy     | Francia              | 2008 | 2008 |
| Mustapha Madih    | Marocco              | 2008 | 2010 |
| Adnan Dirjal      | Iraq                 | 2010 | 2012 |
| Mehmed Baždarević | Bosnia ed Erzegovina | 2012 | 2013 |
| Mauricio Larriera | Uruguay              | 2015 | 2016 |